# 今村一誌洋
今村 一誌洋（いまむら かずひろ、2月6日 - ）は、日本の男性声優、ナレーター、俳優。北海道出身。法政大学国際文化学部卒業。ムーブマン所属。勝田声優学院、俳協ボイスアクターズスタジオ、映像テクノアカデミア卒業。

## 出演

### テレビアニメ
2014年
- ガンダム Gのレコンギスタ（ガビアル艦長）
- 銀の匙 Silver Spoon 第2期（男性客 他）

2015年
- 銀魂゜（2015年 - 2016年、隊士A、市橋家武士A、影武者、高杉晋助の父）
- Go!プリンセスプリキュア（アナウンサー、司会者）
- ドラえもん（テレビ朝日版第2期）（お父さん）
- ルパン三世 PART IV（2015年 - 2016年、衛兵、レポーター）

2016年
- チア男子!!（柔道部員(2)）
- ルパン三世 イタリアン・ゲーム（衛兵）

2017年
- GRANBLUE FANTASY The Animation（帝国兵A）

### 劇場アニメ
- 新劇場版 頭文字D Legend1 -覚醒-（2014年、男 他）
- 劇場版 黒執事 Book of the Atlantic（2017年、通信士A）
- 夜は短し歩けよ乙女（2017年、局員）

### OVA
- 武装神姫 MOON ANGEL（2013年、研究者）

### ゲーム
- 戦魂-SENTAMA-（2016年、奥村助右衛門）
- ワールドチェイン（2017年、奥村助右衛門）
- 北斗の拳 LEGENDS ReVIVE（2021年、奥村助右衛門）

### ラジオドラマ（オーディオドラマ）
- キャイ〜ンの、今宵も最高潮 大儀であった!（TBSラジオ）
  - 「花の慶次」（2014年） - 奥村助右衛門 役[3]、家臣A 役

### 吹き替え

#### 映画
- アダルトボーイズ遊遊白書（ダンテ巡査）
- インフェルノ（アントワーヌ）
- L.A. ギャング ストーリー（レヴォック〈トロイ・ギャリティ〉）
- エンド・オブ・キングダム (ジョン・ランカスターМI5長官 〈パトリック・ケネディ〉)
- ゴースト・イン・ザ・シェル（ヒデオ）
- 荒野の用心棒　※『荒野の用心棒 完全版 製作50周年Blu-rayコレクターズ・エディション』DVD・BD（完声版追録）
- サボタージュ（ジェイコブ[4]）
- サンバ（ウィルソン）
- 人生スイッチ（ディエゴ〈レオナルド・スバラグリア〉）
- スター・ウォーズ/フォースの覚醒
- チャップリン・ザ・ルーツ（画家 他）
- 沈黙のSHINGEKI/進撃（黒シャツの男 他）
- バチェロレッテ あの子が結婚するなんて!（バーテンダー 他）
- 美女と野獣（ルイ[5]）※2014年のフランス・ドイツの共同作品映画
- ヒトラー暗殺、13分の誤算（ヨーゼフ・シューア）
- ブリッジ・オブ・スパイ（フランシス・ゲイリー・パワーズ〈オースティン・ストウェル〉）
- ブルーサンダー（司令部の男）※テレビ朝日：吹替補完版：2014年4月25日WOWOW「土曜吹替劇場」
- フルスロットル（会計士）
- モール・コップ ラスベガスも俺が守る!（エドゥアルド・フルティオ）

#### ドラマ
- ヴァイキング〜海の覇者たち〜（オラフル、ビャルニ）
- VINYL‐ヴァイナル- Sex,Drugs,Rock'n'Roll&NY（クラーク・モレル）
- グッドラックチャーリー シーズン2 #49（男性MC）
- クロスボーンズ/黒ひげの野望（ナイチンゲール、腰巻の海賊 他）
- THE KILLING/キリング（アミール・エル・ナミン〈カリムの息子〉）
- 今宵天使が舞い降りる（デイビッド）
- 殺人を無罪にする方法（サイモン・ドレイク〈ベーザド・ダブ〉）
- スリーピー・ホロウ シーズン1（ダニエル牧師）
- バトル・クリーク 格差警察署（ニブレット〈デイモン・ヘリマン〉）
- ブラック・ダヴ（マイケル〈オマーリ・ダグラス〉）
- ブラック・ミラー
- FRINGE/フリンジ シーズン4（マイキー、スーツの男）

#### アニメ
- アニメ 世界偉人伝（原題：Animated Hero Classics）「マルコ・ポーロ」（マルコ・ポーロ）'14.04

### ボイスオーバー
- Dlife
  - 「ハリウッド 10 Best『EP52 旅の気分を味わえる映画』」（ブラッドリー・クーパー 他）'2015.4
  - 「ハリウッド 10 Best『EP47 ダンス映画 ベスト10』」（パトリック・スウェイジ 他）'2015.4
  - 「ハリウッド 10 Best『EP42 イギリス出身のスター ベスト10』」（アレック・ボールドウィン 他）'2015.3

- ヒストリーチャンネル
  - 「性の歴史：アジア編」（ブラッド・ワーナー 他）'15.04
  - 「ケイジャンお宝鑑定団ポーンスターズ」（ジョニー・デラムス 他〈レギュラー〉）'13.03〜
  - 「スタートレックの世界を科学する」（マーク 他）'13.12
  - 「世界の超人〜驚異の身体能力〜『#12 粘着男』」（ベトー医師 他）'13.01
  - 「世界の超人〜驚異の身体能力〜『#11 バードマン』」（ラム・バーカイ 他）'13.01
  - 「海賊島に隠された真実　前後編」（クリス・マコート 他）'12.12
  - 「旧石器時代の戦い〜前後編」（ハロルド・ディブル 他）'12.11
  - 「アメリカ極秘文書の謎『#2 フリーメイソン』」（クリストファー 他）'12.07
  - 「アメリカお宝鑑定団ポーンスターズ4『#57 アポロ16号の旗』」（ジャスティン 他）'12.06
  - 「アリゲーター$ハンター」（ジェイコブ 他）'11.11〜

### ナレーション
- ネット放送 いばキラTV「いばキラロード」（レギュラー）'13.05〜'13.11
- ネット放送 いばキラTV「しいなくんのココなんスか?」内コーナー「茨城の食　王座決定戦」他'13.05〜（不定期放送中）
- 店頭VP「N‘sキッチン」

### 舞台
- アルノの会「声に出して楽しむ平家物語〜二つの悲劇〜」朗読 '11.12
- 朗読劇「平家物語から」朗読 '11.12
- 新宿区地域協働助成事業「平家物語に親しむ会」朗読 '11.12
- ライブ・リーディング「源氏物語　空蝉 / 未摘花」'11.10
- 劇団俳小　第37回本公演「プラトーノフ」'11.09
- 朗読劇「源氏物語〜夕顔・葵・六條〜」 - 光源氏 役 '11.04
- 「かもめ」 - トレープレフ 役 '10.02
- 「桜の園」 - ロパーヒン 役 '10.02

### イベント
- 「声優口演ライブinしたコメ2014『したコメ meets チャップリン』」'14.09
- TACCSぷれぜんつ「第11回東京楽笑寄席〜新人会」講談 '14.01
- 「声優口演ライブinしたコメ2013」口演 '13.09
- 「チャップリン・ザ・ワールド声優口演SPECIAL〜ヴォイス・オブ・チャップリン〜」口演 '13.03
- 「第10回東京楽笑寄席」講談 '13.07
- 「第9回東京楽笑寄席〜新人会〜」講談 '13.01
- 「声優口演ライブinしたコメ2012」口演 '12.09
- TACCSぷれぜんつ「第7回東京楽笑寄席〜新人会」講談 '12.01
- 「東京モーターショー2011/三菱ふそうトラック・バス(株)ブース」 - 博士 役

### テレビドラマ
- 安堂ロイド〜A.I. knows LOVE?〜 第7話（2013年11月24日、TBSテレビ） - 警視庁刑事部SIT 役

### 映画
- 恋する歯車 / TOEI HERO NEXTシリーズ第3弾（2013年2月9日、監督：中西健二、東映） - ニュースキャスター 役
- 探偵はBARにいる2 ススキノ大交差点（2013年5月11日、監督：橋本一、東映） - バーのイベント司会者 役

### その他
- ドラマ「西部警察 HDリマスター版」解説副音声レギュラー
- 地球ドラマチック「古代ローマ 陰謀と退廃の街〜海に沈んだもうひとつのポンペイ〜」（ボイスオーバー）
- ピンキッツマジカルタイム（2024年1月 - 、キッズステーション） - 魔法の本 役